# Roy Geiger

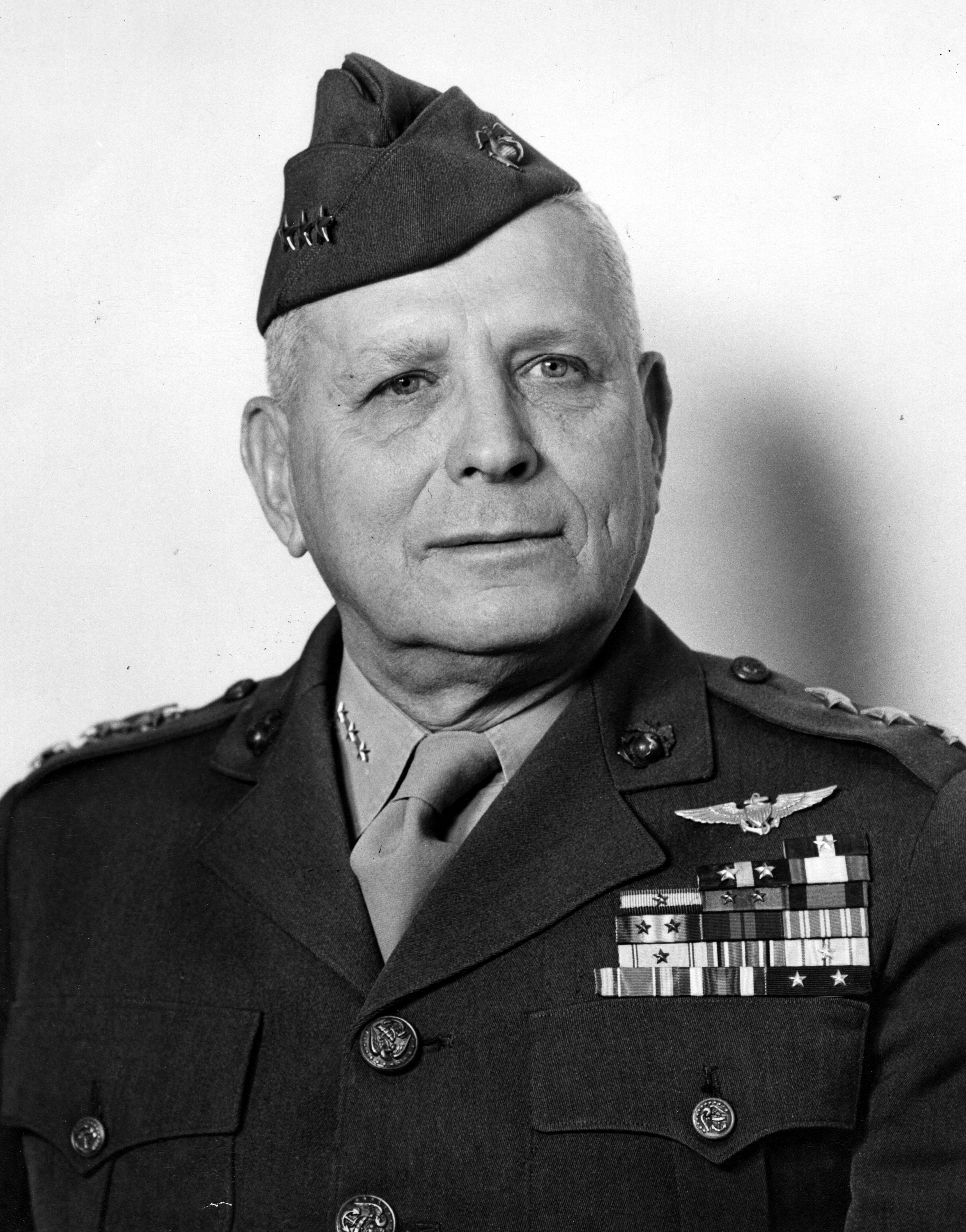
General Roy Stanley Geiger

Roy Stanley Geiger (* 25. Januar 1885 in Middleburg, Florida; † 23. Januar 1947 in Bethesda, Maryland) war ein General des United States Marine Corps während des Pazifikkrieges. Er war der erste Marineflieger, der ein Korps befehligte, sowie der erste Marineinfanterist, dem ein militärischer Verband in Armeegröße anvertraut wurde.

## Militärische Laufbahn

### Frühe Jahre
Roy Geiger kam am 25. Januar 1885 in Middleburg, US-Bundesstaat Florida zur Welt. Er besuchte das Florida State Normal and Industrial College und erhielt den Bachelor of Laws von der Stetson University, DeLand, Florida. Anschließend trat er am 2. November 1907 dem Marine Corps bei und wurde am 5. Februar 1909 zum Second Lieutenant ernannt. 
Nach Abschluss der Marine Officers' School in Port Royal, South Carolina versah Geiger seinen Dienst als Mitglied der US-Marine-Sicherheitswache auf den Schlachtschiffen USS Wisconsin (BB-9) und USS Delaware (BB-28). Im August 1912 wurde er nach Nicaragua versetzt, wo er unter anderem an den Kämpfen um die Coyotepe- und Barranca-Hügel beteiligt war. Von 1913 bis 1916 diente er auf den Philippinen und in der American Legation Guard in Peking, Republik China.
Am 31. März 1916 wechselte First Lieutenant Geiger auf die Naval Air Station Pensacola, Florida, wo er im 9. Juni des nächsten Jahres seine Ausbildung zum Marineflieger abschloss. Er war der fünfte Marineinfanterist und insgesamt der 49. Offizier (US Marine Corps und US Navy), der diese Ausbildung absolvieren durfte. Während dieser Zeit machte er 107 Flüge mit einem Flugzeug (73 Flugstunden) und 14 Starts mit einem Ballon (28 Stunden 45 Minuten Flugzeit).

### Erster Weltkrieg
Nach weiteren ausgedehnten Flugtrainings wurde Geiger im Juli 1918, aufgrund des Kriegseintritts der Vereinigten Staaten, nach Frankreich versetzt. Dort diente er anfänglich in der bei Dünkirchen stationierten No. 5 Bomber Group der britischen Royal Air Force, bevor er das Kommando über eine Staffel der 1. Marine Aviation Force übernahm, die dem Taggeschwader der Northern Bombing Group unterstellt war. Nach dem Ende des Krieges kehrte er im Januar 1919 in die Vereinigten Staaten zurück, wo er für seine Führungsarbeit bei Bombenangriffen gegen feindliche Ziele mit dem Navy Cross ausgezeichnet wurde.

### Zwischen den Weltkriegen
Von Dezember 1919 bis Januar 1921 war er Staffelkommandeur der 1. Provisional Brigade in Haiti. Danach leistete Geiger seinen Dienst am Marine Flying Field, Marine Corps Base Quantico, Virginia, bevor er nach Fort Leavenworth, Kansas ging, um das Command and General Staff College zu besuchen. Diese schloss er im Juni 1925 ab. Im Anschluss daran verschlug es ihn wieder nach Haiti, als Kommandeur der Beobachtungsstaffel 2 der 1. US-Marinebrigade. Nach seiner Rückkehr aus der Karibik im August 1927 war er bis Mai 1928 Ausbilder an der Marine Corps Schools in Quantico, Virginia. Anschließend arbeitete Geiger im Büro für Angelegenheiten der militärischen Luftfahrt, der Operations- und Ausbildungs-Abteilung im Hauptquartier des United States Marine Corps in Washington, D.C.
Nach Abschluss des US Army War College in Carlisle, Pennsylvania im Juni 1929 wurde er zum Kommandierenden Offizier der Luftstreitmacht, East Coast Expeditionary Force, in Quantico ernannt, bevor er zum Einsatzleiter des Marine-Corps-Flugwesens in das Department of the Navy berufen wurde. Ab Juni 1935 tat er wieder Dienst in Quantico, als Mitglied im Stab der Fleet Marine Force. Den Senioren- und Fortgeschrittenenkurs des Naval War College in Newport, Rhode Island absolvierte er von Juni 1939 bis März 1941, gefolgt von Diensten im Büro des Militärattachés in London, Großbritannien.

### Zweiter Weltkrieg

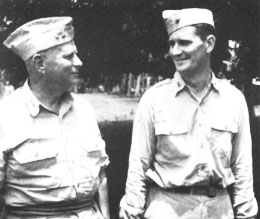
MajGen. Roy Geiger (links) und Major Joe Foss, das Fliegerass von Guadalcanal

Im August 1941 wurde Brigadier General Geiger mit dem Kommando über den US 1st Marine Aircraft Wing, Fleet Marine Force betraut, um diese im Falle eines möglichen Krieges mit dem japanischen Kaiserreich entsprechend auszubauen. 
Mit dem japanischen Angriff auf Pearl Harbor traten die Vereinigten Staaten schließlich in den Zweiten Weltkrieg ein, worauf sich Geigers Verband dem intensiven Training widmete. Während der Schlacht um Guadalcanal führte er seinen mittlerweile Cactus Air Force genannten Verband vom 3. September bis 4. November 1942. Für seine Führungsarbeit während dieser brisanten Zeit erhielt er sein zweites Navy Cross mit einem Goldstern.

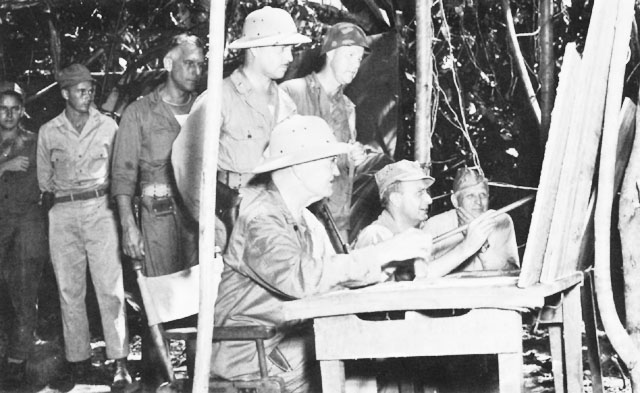
Admiral William Halsey, MajGen. Robert S. Beightler und MajGen. Geiger (sitzend v. l. n. r.) im Kommandoposten der 37th Infantry Division während der Schlacht um Bougainville

Im Mai 1943 wurde er in das Marine-Corps-Hauptquartier berufen, als Direktor für Luftfahrt. Doch nach dem überraschenden Tod von Major General Charles D. Barnett, dem Kommandeur des I. Marine Amphibious Corps, wurde er zurück in das Kriegsgebiet befohlen, um dort die seit Anfang November laufende Landung auf Bougainville zu befehligen. Für sein vom 9. November bis 15. Dezember 1943 andauerndes Engagement, das schließlich zum Erfolg der Operation führte, wurde Major General Geiger mit der Navy Distinguished Service Medal ausgezeichnet. Geiger wurde im April 1944 mit dem Kommando des III. Amphibious Corps betraut, dass sich ab Juli an den der Schlacht um Guam und den südlichen Palau-Inseln beteiligte. Für diese Arbeit erhielt er je eine Navy Distinguished Service Medal. Der 10. US-Armee unter Lieutenant General Simon B. Buckner, Jr. unterstellt, beteiligte sich Geigers Korps an der, im April 1945 begonnenen, Eroberung von Okinawa. Nach Buckners Tod Mitte Juni, wurde Geiger das Kommando über die gesamte Armee übertragen, bevor ihn General Joseph Stilwell ersetzen konnte. Für diese Leistung erhielt er die Army Distinguished Service Medal. 
Nach dem Ende der Kämpfe um Okinawa, wurde Geiger zum Kommandierenden General der Fleet Marine Forces im Pazifik, mit Hauptquartier in Pearl Harbor, bestellt. Im November 1946 folgte seine Versetzung in das Hauptquartier des United States Marine Corps nach Washington, D.C.
Lieutenant General Roy Stanley Geiger starb unerwartet am 23. Januar 1947 im National Naval Medical Center in Bethesda im US-Bundesstaat Maryland und wurde auf dem Nationalfriedhof Arlington beigesetzt. Nach einer Sitzung des US-Kongresses wurde er posthum zum General befördert. Er hinterließ seine Frau Eunice Renshaw Geiger (* 30. April 1893; † 4. Januar 1982).
Seine Auszeichnungen umfassen u. a.: das Navy Cross mit zwei Goldsternen, die Navy Distinguished Service Medal mit zweifachem Eichenlaub, die Army Distinguished Service Medal, die Presidential Unit Citation, die World War I- und World War II Victory Medal, sowie die Marine Corps Expeditionary Medal.